# Antirrhinum montserratii
Antirrhinum montserratii är en grobladsväxtart som beskrevs av J. Molero och À.M. Romo. Antirrhinum montserratii ingår i släktet lejongapssläktet, och familjen grobladsväxter. Inga underarter finns listade i Catalogue of Life.